# 藍氏芋螺
藍氏芋螺（学名：Conus lani）为芋螺科芋螺屬下的一个种。